# 刘世英 (1929年)
刘世英（1929年3月—），男，回族，河北孟村人，中华人民共和国政治人物，曾任黑龙江伊斯兰教协会会长，第十一届全国人民代表大会黑龙江地区代表。

## 生平
毕业于黑龙江中医学院中医专业。2008年当选为第十一届全国人大代表。